# Ogród Saski w Warszawie
Ogród Saski – park miejski w śródmieściu Warszawy, położony między placem marsz. Józefa Piłsudskiego, placem Żelaznej Bramy, ul. Marszałkowską i ul. Królewską, na Osi Saskiej.
Pierwotnie geometryczny ogród francuski założony w latach 1724–1748 dla króla Augusta II Mocnego według projektu Matthäusa Daniela Pöppelmanna i Zachariasa Longuelune’a przy współpracy (od 1733) Carla Friedricha Pöppelmanna i Johanna Christopha von Naumanna jako ogród pałacu Saskiego. Został zdewastowany w czasie insurekcji kościuszkowskiej (1794), przekomponowany na krajobrazowy ogród angielski w latach 1816–1827 według projektu Jamesa Savage’a. Częściowo zniszczony w czasie powstania warszawskiego, został odtworzony po wojnie.
Jest pierwszym publicznym parkiem miejskim w Warszawie i w Polsce.

## Historia
Ogród Saski został założony na przełomie XVII i XVIII wieku przez króla Augusta II Mocnego, na tzw. Osi Saskiej, jako ogród przypałacowy przy pałacu Saskim w stylu francuskim.
27 maja 1727 został udostępniony przez króla mieszkańcom Warszawy. Był to pierwszy park publiczny w mieście. Dla użytku dworu królewskiego pozostawiono dwa niewielkie ogródki w części przylegającej do pałacu Saskiego.
Ogród szybko zyskał dużą popularność stając się ulubionym miejscem wypoczynku i rozrywki mieszkańców miasta. Mógł korzystać z niego każdy, kto był porządnie ubrany.
W 1748 August III Sas wzniósł tam Opernhaus (operalnię), pierwszy na terenie Polski zbudowany specjalnie w tym celu wolno stojący budynek teatralny. W ogrodzie od XVIII wieku odbywały się występy orkiestry janczarskiej istniejącej na dworze króla Augusta II, która dawała tzw. Koncerty Promenadowe. 
W 1797 Ogród Saski został odkupiony od dworu drezdeńskiego przez rząd pruski i przekazany miastu.
W 1847 w ogrodzie wybudowano zaprojektowany przez Henryka Marconiego Instytut Wód Mineralnych. Pijalnia wód utrwaliła rolę Ogrodu Saskiego jako salonu Warszawy.
16 czerwca 1855 uruchomiono pierwszy warszawski wodociąg miejski, prowadzący wodę z Wisły przez stację pomp przy ul. Karowej, zbudowany według projektu Henryka Marconiego. Wzniesiony w Ogrodzie Saskim wodozbiór, o kształcie wzorowanym na rzymskiej świątyni Westy w Tivoli pod Rzymem, pełnił funkcję wieży ciśnień. Wodę ze zbiornika rozprowadzano do 16 zdrojów oraz 4 fontann w różnych częściach miasta, z najbardziej efektowną w samym Ogrodzie Saskim, zachowaną do dziś.
W czerwcu 1862 oficer armii rosyjskiej Andrij Potebnia dokonał w Ogrodzie Saskim nieudanego zamachu na namiestnika Królestwa Polskiego Aleksandra Lüdersa.
W XIX wieku zamieniony został w park w stylu angielskim. Do ogrodzonego obiektu nie były wpuszczane osoby niechlujnie ubrane lub nietrzeźwe, Żydzi w tradycyjnych strojach, a także dzieci do lat 14 bez opieki. Przy każdej bramie ogrodu stał policjant. W 1870 roku zbudowano tam drewniany budynek Teatru Letniego. W 1899 Warszawskie Towarzystwo Higieniczne otworzyło w Ogrodzie Saskim jeden z pierwszych w mieście placów zabaw dla dzieci, ufundowany przez Wilhelma Raua. Pomiędzy 31 marca a 2 kwietnia 1902 roku pierwsza polska wytwórnia filmowa Towarzystwo Udziałowe Pleograf założona przez wynalazcę Kazimierza Prószyńskiego organizowała w budynku teatru pionierskie pokazy polskich filmów dokumentujących życie codzienne w Warszawie.
W 1935 przez zachodnią część parku przebito do placu Żelaznej Bramy i ul. Żabiej ulicę Marszałkowską. Projekt przebicia tej ulicy do placu Bankowego dokończyli Niemcy podczas okupacji, wykorzystując zniszczenia w czasie obrony Warszawy w 1939, w tym zwłaszcza zniszczenie i rozbiórkę oficyn pałacu Błękitnego.
Podczas obrony Warszawy we wrześniu 1939 spłonął trafiony bombą budynek Teatru Letniego. W wyniku pożarów ucierpiał także park. W okresie okupacji niemieckiej Ogrodowi Saskiemu nadano niemiecką nazwę Sächsischengarten. 4 maja 1942 został on zamknięty dla ludności polskiej.
W kwietniu 1945 oczyszczony z min park przekazano do użytku mieszkańców.
Drzewostan częściowo przetrwał wojnę, jednak wiele cennych starych drzew zostało uszkodzonych. Największą ich grupę stanowią kasztanowce. Rosną tam także m.in. topole czarne, wiązy, lipy drobnolistne, glediczje trójcierniowe, miłorzęby japońskie i klony pospolite.
W 1947 w parku wzniesiono murowany barak z przeznaczeniem na szkołę, który został rozebrany w latach 50. Przed 1950 usunięto otaczające park ogrodzenie. Został on także powiększony dzięki przyłączeniu do niego ogrodu Zamoyskich (od strony ul. Senatorskiej) oraz ogrodu Ministerstwa Spraw Zagranicznych (od strony ul. Wierzbowej).
W 2023 spółka Pałac Saski poinformowała, że z planową inwestycją w zakresie odbudowy pałacu Saskiego, pałacu Brühla oraz kamienic przy ulicy Królewskiej w Warszawie koliduje ok. 150 drzew rosnących we wschodniej części Ogrodu Saskiego, głównie lip i dębów. Do wycięcia przeznaczono 60 drzew, a 90 do przesadzenia w inne miejsca.

## Najważniejsze obiekty
- 21 barokowych rzeźb muz i cnót (Jan Jerzy Plersch)
- Empirowa fontanna autorstwa Henryka Marconiego z 1855
- Wodozbiór w kształcie rotundy, wzorowany na świątyni Westy w Tivoli (Henryk Marconi)
- Staw w Ogrodzie Saskim
- Zegar słoneczny (Jakub Pik, A. Sikorski, 1863)
- Grób Nieznanego Żołnierza
- Pałac Błękitny
- Płyta upamiętniająca powitanie wojsk polskich przez Józefa Piłsudskiego w 1921 (1938, kopia płyty odsłonięta w 1995)[29]
- Pomnik Marii Konopnickiej
- Kamień pamiątkowy ustawiony w 1927 w dwusetną rocznicę oddania Ogrodu do użytku publicznego[30]
- Płyta upamiętniająca 6 mln Polaków, w tym 800 tys. mieszkańców Warszawy, poległych w II wojnie światowej (odsłonięta 7 maja 1965)[31]
- Tablica pamiątkowa Tchorka (przy pałacu Błękitnym)

### Obiekty nieistniejące lub przeniesione w inne miejsce
- Wielki Salon
- Pałac Saski
- Teatr Letni
- Oranżeria
- Żelazna Brama
- Pomnik Stefana Starzyńskiego